# Robert Reuter (Politiker)
Robert Reuter (* 27. März 1816 in Johannisburg, Ostpreußen; † 14. März 1864 in Königsberg i. Pr.) war ein deutscher Gutsbesitzer, Verwaltungsjurist und Politiker in Preußen.

## Leben
Reuter studierte von 1835 bis 1838 an der Albertus-Universität Königsberg Rechtswissenschaft. Im Sommersemester 1835 wurde er Mitglied des Corps Masovia. Er war Oberlandesgerichtsreferendar in Marienwerder. Später war er am Oberlandesgericht Königsberg tätig. Außerdem war er Gutsbesitzer. 1847 wurde er Landrat des Kreises Johannisburg. Im Jahr 1848 war er Mitglied der Preußischen Nationalversammlung, die eine Verfassung für das Königreich Preußen ausarbeiten sollte. In der Nationalversammlung beantragte er im Juni 1848 eine Untersuchungskommission zur Reorganisation der Provinz Posen und zum Großpolnischen Aufstand (1848). Ein Jahr später gehörte er der Zweiten Kammer des Preußischen Landtages an. Dort war er ein Vertreter der äußersten Linken. Wegen seiner Beteiligung an der Deutschen Revolution 1848/1849 wurde er als Landrat 1848 des Amtes enthoben und nach einem Disziplinarverfahren 1851 entlassen. Danach war er Stifter der Kreditgesellschaft und Mitbegründer des Vereins zur Wahrung der kaufmännischen Interessen der Kreditbehandlung. Er starb kurz vor seinem 47. Geburtstag.